# ستين سوفيو
ستين سوفيو (بالفنلندية: Sten Suvio)‏ (25 نوفمبر 1911 – 19 أكتوبر 1988) هو ملاكم فنلندي راحل، مثّل بلاده في الألعاب الأولمبية الصيفية 1936.

## روابط خارجية
ستين سوفيو على موقع بوكس ريك (الإنجليزية) (registration required)
- ستين سوفيو على موقع اللجنة الأولمبية الدولية (الإنجليزية)
- ستين سوفيو على موقع أوليمبيديا (الإنجليزية)